# Резбарење костију
Резбарење костију је стварање уметничких дела, алата и других добара резбарењем животињских костију и рогова. Може резултирати орнаментацијом костију гравирањем, сликањем или другом техником, или стварањем посебног обликованог предмета. Резбарење костију се практикује у разним светским културама, понекад као јефтинија, а однедавно и као легална замена за резбарење слоноваче.  Као материјал, кости су инфериорне је у односу на слоновачу по тврдоћи а недостаје им и "сјајна" површина слоноваче. Унутрашњост костију је мекша и још мање погодна за фину завршну обраду, тако да се углавном користе као танке површине, а не као скулптуре.  Али увек је било много лакше набавити кости у регионима без популација слонова, моржева или других извора слоноваче.
Резбарење је било важно у праисторијској уметности, са значајним фигурама као што су Пливајући ирваси, направљени од кљова мамута, и касније, многе фигурице Венере. Англосаксонски Франксов ковчег је ковчег од китове кости који имитира раније ковчеге од слоноваче.  Средњовековне ковчеге од костију израђивала је радионица Ембријачи из северне Италије (око 1375-1425) и други, углавном користећи низове танких плоча исклесаних у рељефу. И китове рожнате плоче и нормалне скелетне кости китова су често биле резбарене, и у средњем веку.

## Историја
Судећи по археолошким налазима, чак су и палеолитски људи, пре око 40 хиљада година, показивали тежњу ка резбарењу костију, израђујући уметничке производе, накит и разне употребне предмете у свакодневном животу. Уз помоћ накита наши преци су се изражавали и показивали свој друштвени статус. Међу украсима је било амајлија и талисмана, по украсима је било могуће одредити вођу. По огрлици од очњака грабљиваца могао се препознати најуспјешнији и најхрабрији ловац. Неки налази на територији савремене Русије датирају из 6. века пре нове ере. У та давна времена кост је људима у великој мери надоместила недостатак гвожђа, од ње су се израђивали многи алати, попут игала и шила. Временом се резбарење кости појавило као самостална уметничка форма, распрострањена у уметности и занатству Истока, Грчке, Рима, Византије.
Кости које су се користиле су: рогови копитара (јелен, лос, крава), цеваста тибија великих копитара - тарсус (камила, крава, коњ), кљове мамута, слона, моржа, рог нарвала. Вађење и продаја одређених врста костију је ограничена или забрањена, на пример, рогова нарвала, носорога, зуба кита. 

### Русија
Како Европа није имала значајнија сопствена налазишта мамутових кљова, ни слонови тамо нису живели, развој уметности резбарења костију у потпуности је зависио од прилива страних материјала. 95% свих костију увезених у Европу чинила је афричка слоновача, 5% је фосилна мамутова кљова увезена из Русије. Уметнички центри Холмогори, Тоболск и Чукчи пажљиво чувају и развијају традицију древне уметности резбарених костију. Године 1960. створена је Тоболска фабрика уметничких производа насталих резбарењем костију. Фабрика поседује јединствену колекцију радова од кости мамута, зуба кита, моржевих кљова: ковчези, шах, прибор за писање. Рад костију резбара награђиван је златним медаљама на изложбама у Паризу и Бриселу.
Од друге половине XIX века долази до наглог пада у пословању резбарења костију, које није могло да конкурира брзо растућој фабричкој производњи, која је на тржиште избацила много лепих и много јефтинијих производа од костију.
За рад резбарења костију користе се многобројни и различити алати као што су: тестере, струг, длета, турпије, бушилице, заковице, резачи, брусни папир и др.

### Кина
Водећи центри за резбарење слоноваче и других врста костију у Кини су у градовима Пекинг, Гуангџоу и Шангај а сваки град има свој препознатљив стил израде. Пекинг је чувен по људским фигурама од слоноваче почеђаним у круг и по другим деликатним бојеним предметима. У Гуангџоу праве изузетне шупље концентричне лопте, чамце и биљне куле од слоноваче. Шангај је чувен по јединствено деликатним фигурама од слоноваче које представљају рибе и друга водена створења. Уметност минијатурног резбарења слоноваче је концентрисана у Пекингу и Шангају, као и предивних предела од слоноваче и текстова на минијатурним комадима слоноваче величине зрна пиринча.
У јулу 2021. године научници су пријавили откриће резбарења костију, једног од најстаријих уметничких дела на свету, које су направили неандерталци пре око 51.000 година.  